# Thomas Watson (predicatore)
Thomas Watson (1620 – 1686) è stato un predicatore e teologo inglese.

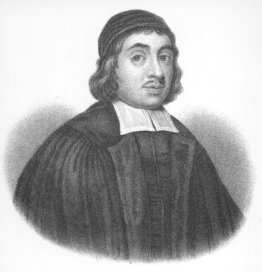
Thomas Watson

Thomas Watson è stato uno dei principali teologi puritani inglesi del XVII secolo, noto soprattutto per una serie di sermoni pubblicati sul Catechismo di Westminster.

## Lineamenti biografici
Riceve la sua istruzione teologica presso l'Emmanuel College dell'Università di Cambridge dove si distingue per l'intenso studio. Nel 1646 inizia un pastorato a St. Stephen Walbrook. Durante la guerra civile manifesta idee dichiaratamente presbiteriane, conservando però la sua fedeltà alla monarchia. Si oppone vigorosamente, infatti, alle misure adottate contro la vita di Carlo I e pubblica una rimostranza contro Cromwell per l'assassinio del suo sovrano.
Nel 1651 viene imprigionato brevemente con altri ministri nella Torre di Londra per aver partecipato al complotto di Christopher Love per richiamare Carlo II. Viene rilasciato nel 1652 e formalmente ristabilito come vicario a St. Stephen Walbrook.
Acquista grande fama e popolarità come predicatore fino alla Restaurazione quando viene allontanato dal suo incarico per non essersi sottoposto all'Atto di uniformità.
Nonostante il rigore di questo decreto contro i dissenzienti, Watson continua ad esercitare il suo ministero privatamente. In occasione della Dichiarazione di Indulgenza nel 1672 ottiene la licenza di predicare alla Crosby House, Bishopgate Street di Londra, di proprietà di Sir John Langham. Dopo diversi anni di ministero, la sua salute declina e si ritira a Barnston, Essex dove muore il 28 luglio 1686.

## Scritti
Gli scritti teologici di Thomas Watson sono oggi ancora pubblicati da varie case editrici specializzate. Fra questi i più importanti sono: 
- (EN) All Things for Good (originally published as A Divine Cordial) ISBN 0-85151-478-2
- (EN) The Godly Man's Picture ISBN 0-85151-595-9
- (EN) The Ten Commandments ISBN 0-85151-146-5
- (EN) The Doctrine of Repentance ISBN 0-85151-521-5
- (EN) Sermons of Thomas Watson (a compilation) ISBN 1-877611-23-9
- (EN) A Plea for the Godly: And Other Sermons ISBN 1-877611-74-3
- (EN) The Duty of Self-Denial: (And 10 Other Sermons) ISBN 1-57358-015-5
- (EN) The Fight of Faith Crowned: The Remaining Sermons of Thomas Watson, Rector of St. Stephen's Walbrook, London ISBN 1-57358-047-3
- (EN) The Beatitudes ISBN 0-85151-035-3
- (EN) The Lord's Prayer ISBN 0-85151-145-7
- (EN) The Lord's Supper ISBN 0-85151-854-0
- (EN) The Art of Divine Contentment ISBN 1-57358-113-5
- (EN) The Christian's Great Interest ISBN 0-85151-354-9
- (EN) The Happiness of Drawing Near to God
- (EN) The Saints' Delight
- (EN) Jerusalem's Glory: A Puritan's View of the Church ISBN 1-85792-569-6
- (EN) Heaven Taken by Storm: Showing the Holy Violence a Christian Is to Put Forth in the Pursuit After Glory ISBN 1-877611-50-6
- (EN) The Mischief of Sin ISBN 1-877611-85-9
- (EN) A Body of Divinity: Contained in Sermons upon the Westminster Assembly's Catechism ISBN 0-85151-383-2 and ISBN 1-58960-314-1
- (EN) Gleanings from Thomas Watson (a compilation) ISBN 1-57358-009-0
- (EN) Between Shadows And Light ISBN 1-4208-3791-5
- (EN) Harmless as Doves: A Puritan's view of the Christian Life ISBN 1-85792-040-6